# Array
Un array (AFI: /arˈrɛi/, detto anche vettore o matrice) in informatica, indica una struttura dati complessa, statica e omogenea.
Gli array, presenti praticamente in tutti i linguaggi di programmazione o di scripting, sono ispirati alla nozione matematica di vettore (quando monodimensionali) o di matrice (nel caso di array bidimensionali). L'array è in genere classificato come un costruttore di tipo: in altre parole, esso consente di definire nuovi tipi di dati a partire da tipi preesistenti, attraverso l'aggregazione di diversi oggetti tutti di uno stesso tipo. Ciascun oggetto componente è individuato attraverso un indice intero, nel caso monodimensionale, o attraverso {\displaystyle D} indici interi nel caso {\displaystyle D}-dimensionale.

## Caratteristiche

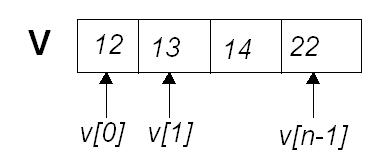
Vettore di numeri interi con numerazione degli indici che parte da 0

Si può immaginare un array come una sorta di contenitore, le cui caselle sono dette celle (o elementi) dell'array stesso. Ciascuna delle celle si comporta come una variabile tradizionale; tutte le celle sono variabili di uno stesso tipo preesistente, detto tipo base dell'array. Si parlerà perciò di tipi come "array di interi", "array di stringhe", "array di caratteri" e così via. Quello che si ottiene dichiarandolo è dunque un contenitore statico ed omogeneo di valori, variabili o oggetti. In alcuni linguaggi, la dimensione dell'array (ovvero il numero celle di cui esso è composto) viene considerato parte della definizione del tipo array; in tal caso, si parlerà più precisamente di tipi come "array di cento caratteri" o "array di dieci interi".
Ciascuna delle celle dell'array è identificata da un valore di indice. L'indice è generalmente numerico e i valori che gli indici possono assumere sono numeri interi contigui che partono da 0 o da 1 o, più raramente, da un valore arbitrario, come in Pascal. Si potrà quindi parlare della cella di indice 0, di indice 1, e, in generale, di indice {\displaystyle N}, dove {\displaystyle N} è un intero compreso fra 0 (o 1) e il valore massimo per gli indici dell'array.
La possibilità di accedere agli elementi attraverso un indice è la principale caratteristica di un array. È possibile accedere singolarmente ad una sua generica posizione ("accesso casuale", come per la memoria), oltre a scorrerlo sequenzialmente in entrambe le direzioni tramite un ciclo iterativo in tutti i suoi elementi o a partire da alcuni di essi.
Ecco un esempio, che si serve della sintassi C (simile, comunque, a quella di molti altri linguaggi) per definire un array e assegnare valori ai suoi elementi:
```
 
int
 
vettore
[
10
];
 
/* definisce la variabile di nome "vettore" come array di 10 elementi interi */

 
vettore
[
0
]
 
=
 
0
;
  
/* assegna il valore "0" alla cella di indice 0 */

 
vettore
[
1
]
 
=
 
1
;

 
vettore
[
2
]
 
=
 
1
;

 
vettore
[
3
]
 
=
 
2
;

 
vettore
[
4
]
 
=
 
3
;

```

Alcuni linguaggi ammettono indici di tipo non numerico, per esempio stringhe. Si parla in questo caso di hash table, o di array associativo, perché ogni valore stringa utilizzato come indice viene associato a un valore dell'array. Segue un esempio in linguaggio PHP:
```
$persona
[
"nome"
]
 
=
 
"Mario"
;

$persona
[
"cognome"
]
 
=
 
"Rossi"
;

$persona
[
"eta"
]
 
=
 
32
;

```

Come si vede, l'esempio è molto simile al precedente; l'unica differenza rilevante (se si esclude una piccola differenza puramente sintattica tra i linguaggi) è che l'indice dell'array è di tipo stringa. Inoltre, il lettore esperto potrà osservare che in PHP non esiste il vincolo di un "tipo base" fissato per tutte le celle dell'array: alle prime due è stata assegnata una stringa, alla terza un numero intero.

## Array multidimensionali
È infine da segnalare che un array (sia esso associativo, come in PHP, o meno) può avere più di una dimensione. Nel caso un array abbia più dimensioni, e specialmente nel caso bidimensionale, esso viene spesso definito "matrice", in riferimento alla nozione matematica di matrice da cui prende ispirazione. La differenza è che una matrice ha due (o più) indici, ognuno dei quali indicizza una dimensione, e ogni elemento è identificato dalla combinazione dei valori di tutti gli indici del vettore, in un ordine prefissato. Ecco un esempio:
```
A
[
0
][
0
]
 
=
 
1
;

A
[
0
][
1
]
 
=
 
2
;

A
[
1
][
0
]
 
=
 
-1
;

A
[
1
][
1
]
 
=
 
1
;

```

In questo esempio numerico ai quattro elementi dell'array bidimensionale A sono stati dati alcuni valori numerici. Ogni elemento è identificato univocamente, e quindi accessibile, solo specificando entrambi gli indici. Inoltre, non è possibile scambiare la posizione degli indici: infatti l'elemento A[0][1], che vale 2, è diverso dall'elemento A[1][0], che vale -1.
Nell'esempio seguente, invece, si presenta un caso di indicizzazione mediante stringhe:
```
$persona
[
0
][
"nome"
]
 
=
 
"Samuele"
;

$persona
[
0
][
"cognome"
]
 
=
 
"Rossi"
;

$persona
[
1
][
"nome"
]
 
=
 
"Giorgio"
;

$persona
[
1
][
"cognome"
]
 
=
 
"Bianchi"
;

```

In questo caso ogni valore corrisponde a una caratteristica di una certa persona. Il primo indice, in questo caso numerico (per esempio una matricola), identifica una persona. Il secondo indice, in questo caso una stringa, indica la caratteristica in questione. Di conseguenza per accedere a un elemento non è sufficiente il primo indice, perché non indica quale caratteristica occorra; ma nemmeno il secondo, perché non indica a quale persona ci si stia riferendo. È dunque la combinazione di entrambi gli indici a identificare un valore.
Un array a due dimensioni è visualizzabile come una tabella, in cui la prima colonna contiene i valori di un indice, la prima riga i valori di un altro indice e le singole celle i vari elementi. Per gli stessi principi, se ha tre dimensioni è visualizzabile come un cubo. Una matrice potrebbe contenere anche più di tre indici, ma ciò avviene solo in casi molto particolari, per esempio in applicazioni scientifiche o di data warehousing. Una matrice a tre o più dimensioni è più precisamente definita tensore.

## Array e strutture di controllo
La maggior parte dei programmi che utilizzano array si serve della struttura di controllo "cicli for" per attraversare gli array, ovvero per accedere sequenzialmente alle celle. Il ciclo for si presta molto naturalmente all'uso combinato dell'array proprio perché consente di specificare un tipo particolare di iterazione di un certo insieme di istruzioni, controllato da un indice che assume un insieme di valori solitamente interi e contigui. Per esempio, il codice Java per stampare i contenuti di un array di n interi potrebbe essere come segue:
```
 
for
(
int
 
i
=
0
;
 
i
<
vettore
.
length
;
 
i
++
)
 
// per i crescente con passo 1 da 0 alla lunghezza del vettore

     
System
.
out
.
println
(
vettore
[
i
]
);
 
// stampa la i-esima cella

```

Di seguito un semplice algoritmo per calcolare il massimo, il minimo e la media di un vettore di interi scritto usando il linguaggio di programmazione Java:
```
if
(
vettore
 
!=
 
null
 
&&
 
vettore
.
length
 
!=
 
0
)
 
//controllo se il vettore contiene almeno un elemento

{
   
double
 
media
;

    
int
 
max
 
=
 
vettore
[
0
]
,
 
min
 
=
 
vettore
[
0
]
,
 
somma
 
=
 
vettore
[
0
]
;

    
for
(
int
 
i
=
1
;
i
<
vettore
.
length
;
i
++
)
 
//scansione con passo 1 da 0 fino alla lunghezza del vettore

    
{
   
if
(
vettore
[
i
]>
max
)

            
max
 
=
 
vettore
[
i
]
;

        
if
(
vettore
[
i
]<
min
)

            
min
 
=
 
vettore
[
i
]
;

        
somma
 
+=
 
vettore
[
i
]
;

    
}

    
media
 
=
 
((
double
)
somma
)
/
vettore
.
length
;

    
System
.
out
.
println
(
"Minimo: "
 
+
 
min
);

    
System
.
out
.
println
(
"Massimo: "
 
+
 
max
);

    
System
.
out
.
println
(
"Somma: "
 
+
 
somma
);

    
System
.
out
.
println
(
"Media: "
 
+
 
media
);

}

else
{

    
System
.
out
.
println
(
"Il vettore non contiene alcun elemento"
);

}

```

## Aspetti implementativi
Gli array sono generalmente allocati in aree contigue della memoria del computer. Un array occuperà un'area di memoria le cui dimensioni complessive sono date dalla dimensione del tipo base moltiplicata per il numero totale di celle. Il reperimento di un elemento su base indice avviene sommando all'indirizzo di memoria di partenza dell'array (noto al compilatore o all'interprete) il valore dell'indice moltiplicato per la dimensione del tipo base. Così, se un array di interi viene allocato all'indirizzo 1 000 della memoria, su una macchina in cui gli interi occupano 4 byte, il suo quinto elemento (che ha indice quattro) sarà allocato alla posizione {\displaystyle 1000+(4\times (5-1))=1016}. Questa regola permette di ottenere accessi efficienti alle celle dell'array in termini di tempo speso, attraverso meccanismi di indirizzamento indiretto che sono forniti da tutti i processori (e quindi da tutti i linguaggi macchina) oppure tramite la manipolazione numerica di puntatori all'interno del programma.

### Controllo sui limiti
Alcuni linguaggi, soprattutto fra quelli compilati, non impongono all'ambiente di esecuzione alcun controllo sulla correttezza degli indici utilizzati per accedere a una determinata cella di un array. Di conseguenza, in un programma scritto in C, se un array di venti elementi di dimensione 2 byte è allocato all'indirizzo 1 000, l'ultima cella valida ha indice 19 e indirizzo 1 038; ma se il programmatore, per errore, tenta di accedere alla quarantesima cella (che non esiste), il linguaggio non rileverà l'errore e fornirà un accesso scorretto alla locazione di memoria 1 078.
In genere, questi linguaggi di programmazione non stabiliscono il risultato esatto della lettura o della scrittura fuori dai limiti degli array, e ciò rende questo meccanismo una fonte di bug nei programmi che calcolano un valore degli indici errato. Il motivo è che la disposizione e l'allineamento dei dati memorizzati all'interno del programma (quindi, la corrispondenza tra le celle della memoria e le celle degli array e le variabili) dipendono sia dall'implementazione del compilatore adottato, sia dall'implementazione dell'architettura del sistema su cui il programma sarà eseguito.
Nel migliore dei casi, se la memoria a cui si è tentato di accedere non era stata allocata dal programma, il risultato sarà la lettura di un valore casuale o la scrittura su una locazione di memoria non utilizzata in alcun'altra parte del programma; nel caso peggiore, è possibile che quella zona di memoria fosse invece allocata per una variabile o per un altro array, e di conseguenza il programma sovrascriverebbe i propri dati, alterando la propria esecuzione in modo imprevedibile.
Questo tipo di errori nell'indicizzazione degli array sono, insieme agli errori sui puntatori, fra le più frequenti cause di malfunzionamento di programmi scritti nei linguaggi C e C++. Altri linguaggi (per esempio Java) impongono che l'ambiente di esecuzione in cui il programma viene lanciato blocchi gli accessi agli array fuori dai limiti imposti, ed eventualmente segnali questo problema con un errore all'interno del programma.